# 메리 티모니
메리 티머니(Mary Timony, 1970년 10월 17일 ~ )는 미국의 싱어송라이터이다.